# Île Saint-Charles
Île Saint-Charles är en ö i Kanada.   Den ligger i provinsen Québec, i den östra delen av landet, 1 100 km nordost om huvudstaden Ottawa. Arean är 6,4 kvadratkilometer. Ön ingår i Archipel-de-Mingans nationalpark.
Terrängen på Île Saint-Charles är mycket platt. Öns högsta punkt är 19 meter över havet. Den sträcker sig 2,8 kilometer i nord-sydlig riktning, och 5,1 kilometer i öst-västlig riktning.